# Kerivoula papillosa
Kerivoula papillosa је врста слепог миша из породице вечерњака (лат. Vespertilionidae).

## Распрострањење
Ареал врсте покрива средњи број држава у југоисточној Азији. 
Врста има станиште у Брунеју, Индонезији, Камбоџи, Лаосу, Вијетнаму, Малезији и Тајланду.

## Станиште
Станиште врсте су шуме. Врста је присутна на подручју острва Суматра у Индонезији.

## Угроженост
Ова врста није угрожена, и наведена је као последња брига јер има широко распрострањење.